# Chthonius leoi
Espèce
Synonymes
- Neochthonius leoi Callaini, 1988

Chthonius leoi est une espèce de pseudoscorpions de la famille des Chthoniidae.

## Distribution
Cette espèce est endémique de Sardaigne en Italie. Elle se rencontre vers Bauladu.

## Publication originale
- Callaini, 1988 : Deux nouveaux Neochthonius de la région méditerranéenne occidentale (Arachnida, Pseudoscorpionida, Chthoniidae). (Notulae Chernetologicae XXIV). Revue Arachnologique, vol. 7, p. 175-184.